# 認知閾
認知閾（にんちいき、英語: Cognitive threshold）とは、人間にとって理解が追い付かなくなり始める社会問題の複雑度のことである。理解できないほど複雑な問題に直面した社会の構成員は不合理な思い込みを優先するようになり、問題への対処を誤り続けることによって、事態を悪化させてしまう。この状態が何世代も継続してしまうと、必ず社会が崩壊する。認知閾は、アメリカの社会生物学者レベッカ・コスタが著書『文明はなぜ崩壊するのか』の中で定義した概念である。

## 概要
レベッカ・コスタは自身の著書の中で、認知閾に関して、「社会問題が高度に複雑化すると、人間の脳は社会問題への理解が追いつかなくなる『認知閾（いき）』という状態に達し、以下のような非合理な思い込みや行動に走る傾向にある。」と述べた上で、その例として下記のような行動を挙げた。
- 反対はするが対策はない(衒学者と同様)
- 個人に責任を転嫁して問題を解決したと酔いしれる
- 怪しげな因果関係に飛びつく(陰謀論およびファクターXと同様)
- 物事の原因が不明でも何か一つにこじつける(タブロイド思考と同様)
- 緩和策や応急処置に満足し根本問題を先送りする(戦力の逐次投入と同様)
- 問題を細分化してより複雑にしてしまう(スパゲティプログラムと同様)
- 行き過ぎた経済偏重行動をとる(総量規制と同様)

翻訳者の藤井留美は、訳書『文明はなぜ崩壊するのか』のあとがきにおいて下記の例を追加した。
- 何もしないことを罪悪視する風潮になる

また、レベッカ・コスタは分析するだけにとどまらず、認知閾に達して行き詰まった状態からの解決方法も提示した。問題の発生原因が、問題の当事者およびその当事者の属する集団にとっては把握できないため、このような認知閾状態を克服しうるのは、精緻な論理の積み上げではなく、大胆な「ひらめき」であるとしている。さらに、「ひらめき」により集団の認知閾状態を克服した例として、グラミン銀行のムハマド・ユヌスを挙げている。